# South Gate (Kalifornija)
South Gate je grad u američkoj saveznoj državi Kalifornija. Prema popisu stanovništva iz 2010. u njemu je živjelo 94.396 stanovnika.